# غيلبرت بيشوف
غيلبرت بيشوف هو دراج سويسري، ولد في 29 سبتمبر 1951 في Salins, Switzerland ‏ في سويسرا.

## وصلات خارجية
- غيلبرت بيشوف على موقع أرشيف الدراجات (الإنجليزية)
- غيلبرت بيشوف على موقع إحصائيات الدراجات الإحترافية (الإنجليزية)
- غيلبرت بيشوف على موقع أوليمبيديا (الإنجليزية)